# Simón Bolívar (Ekwador)
Simón Bolívar – miasto w Ekwadorze, w prowincji Guayas, stolica kantonu Simón Bolívar.

## Opis
Miasto zostało założone w 1991 roku. Obecnie wchodzi w skład obszaru metropolitalnego Guayaquil.